# Skedvi kyrkby
Skedvi kyrkby est une localité de Suède dans la commune de Säter située dans le comté de Dalécarlie.
Sa population était de 423 habitants en 2019.